# Kamilla Gafurzianova
Kamilla Jusufovna Gafurzianova (ryska: Камилла Юсуфовна Гафурзянова), född den 18 maj 1988 i Kazan, Tatarstan, är en rysk fäktare som tog OS-silver i damernas lagtävling i florett i samband med de olympiska fäktningstävlingarna 2012 i London.